# Paris-Roubaix 1932
La 33e édition de la course cycliste Paris-Roubaix a eu lieu le 27 mars 1932 et a été remportée par le Belge Romain Gijssels.

## Classement final
|    | Cycliste          | Équipe                    | Temps           |
| -- | ----------------- | ------------------------- | --------------- |
| 1  | Romain Gijssels   | Dilecta                   | 6 h 49 min 58 s |
| 2  | Georges Ronsse    | La Française              | m.t.            |
| 3  | Herbert Sieronski | Oscar Egg                 | m.t.            |
| 4  | Jean Aerts        | Alcyon-Dunlop             | m.t.            |
| 5  | Alfons Schepers   | La Française              | + 32 s          |
| 6  | Jef Demuysere     | Genial Lucifer-Hutchinson | + 1 min 15 s    |
| 7  | Alfons Ghesquière | Alcyon-Dunlop             | + 1 min 47 s    |
| 8  | Émile Decroix     | Genial Lucifer-Hutchinson | + 1 min 49 s    |
| 9  | Julien Vervaecke  | Labor                     | + 2 min 00 s    |
| 10 | Alfons Deloor     | Dilecta                   | + 2 min 00 s    |